# D 340 (Türkei)
|Die Straße D 340 (Devlet yolu 340) ist eine 917 km lange Straße in der Türkei. Sie führt von Seydişehir in der Provinz Konya nach Mut (Mersin).

## Verlauf
Die Straße führt von Seydişehir, wo sie von der D 695 abzweigt, nach Südosten am Salzsee Suğla Gölü vorbei nach Bozkır. Dort beginnt der nach Osten führende Mittelabschnitt der D 350. Die D 340 setzt sich über Hadim, wo sie die D 705 kreuzt, nach Taşkent. Von dort verläuft sie über den Pass Harahasan Gecidi (1750 m) nach Ermenek in der Provinz Karaman und von dort nach Mut (Mersin), wo sie an der D 715 endet.